# Municipalité de San Juan Bautista Cuicatlán (Oaxaca)
La Municipalité de San Juan Bautista Cuicatlán (en Nahuatl 'Cuicatlán' : 'cuica-tlan' veut dire 'chanter, terre' ou 'Terra du chant') est l'une des 570 communes qui composent l'état d'Oaxaca. Elle appartient au district de Cuicatlán, et la région de la Cañada. Son chef-lieu est la ville homonyme qui est distante de Mexico de 420 km.

## Géographie

### Municipalités limitrophes
| Municipalité de Santa María Tecomavaca Municipalité de Santa María Ixcatlán                                                                   | Municipalité Mazatlán Villa de Flores Municipalité de Cuyamecalco Villa de Zaragoza | Municipalité de Concepción Pápalo Municipalité de Santos Reyes Pápalo           |
| Municipalité de San Miguel Huautla Municipalité de San Pedro Jocotipac Municipalité de Valerio Trujano Municipalité de San Pedro Jaltepetongo | San Juan Bautista Cuicatlán                                                         | Municipalité de San Juan Tepeuxila Municipalité de San Juan Bautista Atatlahuca |
| Municipalité de Santa María Apazco | Municipalité de Santiago Huauclilla Municipalité de San Pedro Coxcaltepec Cántaros  | Municipalité de Santiago Nacaltepec                                             |

### Localités principales
La municipalité comprend 31 localités. dont les principales étaient, lors du recensement de 2010 :
| Localité                    | Population |
| San Juan Bautista Cuicatlán | 3 908      |
| San Pedro Chicozapotes      | 884        |
| San Juan Coyula             | 719        |
| San Francisco Tutepetongo   | 694        |
| San José del Chilar         | 690        |
| Santiago Dominguillo        | 371        |
| Total                       | 9 441      |

## Société

### Démographie

#### Evolution de la population
Pour des raisons techniques, il est temporairement impossible d'afficher le graphique qui aurait dû être présenté ici.

| Année | Nombre d'habitants |
| ----- | ------------------ |
| 1995  | 9226               |
| 2000  | 9298               |
| 2005  | 9181               |
| 2010  | 9441               |
| 2015  | 9441               |
| 2020  | 10365              |